# Cremastus atratus
Cremastus atratus là một loài tò vò trong họ Ichneumonidae.